# Ed Lawrence
Edmund Lawrence, detto Ed (Lake Charles, 8 dicembre 1952 – 16 luglio 2015), è stato un cestista statunitense, professionista nella NBA.

## Carriera
Venne scelto al quinto giro del Draft NBA 1976 dai Cleveland Cavaliers (84ª scelta assoluta), ma venne tagliato prima dell'inizio del campionato. Firmò un contratto con i San Antonio Spurs nel giugno del 1980, ma venne ancora tagliato prima dell'inizio della stagione. Giocò tre partite nel 1980-81 con i Detroit Pistons. Segnò 12 punti con 4 rimbalzi in 19 minuti totali.